# William Hurt
William M. Hurt (født 20. marts 1950, død 13. marts 2022) var en amerikansk skuespiller der bl.a. har vundet en Oscar for bedste mandlige hovedrolle i filmen Edderkoppekvindens kys.

## Udvalgt filmografi
- Eksperimentet (1980)
- Øjenvidnet (1981)
- Body Heat (1981)
- The Big Chill (1983)
- Gorky Park (1983)
- Edderkoppekvindens kys (1985)
- Children of a Lesser God (1986)
- Broadcast News (1987)
- I Love You to Death (1990)
- Smoke (1995)
- Michael (1996)
- Sunshine (1999)
- The Village (2004)
- A History of Violence (2005)
- Syriana (2005)
- The Good Shepherd (2006)
- Into the Wild (2007)
- Vantage Point (2008)
- The Incredible Hulk (2008)
- Robin Hood (2010)
- Black Widow (2021) - Thaddeus Ross